# Turner Stadium
El Turner Stadium oficialmente llamado Toto Jacob Turner Stadium  es un estadio de fútbol de Israel ubicado en la ciudad de Beerseba con una capacidad para 16.126 espectadores y pertenece actualmente al club Hapoel Be'er Sheva.
El nombre del estadio se llamó así gracias a Yaakov Turner, exalcalde de Beerseba, este estadio además de ser de fútbol contiene campos deportivos y piscinas.
El estadio se inauguró por primera vez en la temporada 2015-16, en el cual se vendieron 12.000 abonos, sin embargo el estadio no estaba listo para ser usado y tuvieron que jugar como locales en el Estadio Teddy Kollek de Jerusalén.
El primer partido en este campo de fútbol fue el 21 de septiembre de 2015, en el cual el conjunto local se enfrentó al Maccabi Haifa, el partido terminó con un marcador de 0-0.